# Ophiogomphus westfalli
Ophiogomphus westfalli là loài chuồn chuồn trong họ Gomphidae. Loài này được Cook & Daigle mô tả khoa học đầu tiên năm 1985.